# Championnats d'Océanie de VTT 2020
Navigation
Édition précédente Édition suivante
Les Championnats d'Océanie de VTT 2020 ont lieu du 24 au 25 janvier 2020, à Dunedin en Nouvelle-Zélande.

## Résultats

### Cross-country
| Épreuves       | Or                      | Argent                 | Bronze                   |
| -------------- | ----------------------- | ---------------------- | ------------------------ |
| Hommes élites  | Anton Cooper (NZL)      | Cameron Ivory (AUS)    | Daniel McConnell (AUS)   |
| Hommes espoirs | Cameron Jones (NZL)     | Josh Burnett (NZL)     | Matthew Dinham (AUS)     |
| Hommes juniors | Ethan Rose (NZL)        | Domenic Paolilli (AUS) | Jacob Turner (NZL)       |
| Femmes élites  | Rebecca McConnell (AUS) | Josie Wilcox (NZL)     | Holly Harris (AUS)       |
| Femmes espoirs | Zoe Cuthbert (AUS)      | Samara Maxwell (NZL)   | Jessica Manchester (NZL) |
| Femmes juniors | Isabella Flint (AUS)    | Phoebe Thompson (AUS)  | Zoe Nathan (NZL)         |

### Descente
| Épreuves | Or                      | Argent                | Bronze              |
| -------- | ----------------------- | --------------------- | ------------------- |
| Hommes   | Samuel Blenkinsop (NZL) | Sam Gale (NZL)        | Dean Lucas (AUS)    |
| Femmes   | Sian A'Hern (AUS)       | Jessica Blewitt (NZL) | Shania Rawson (NZL) |

## Tableau des médailles
| Rang  | Nation           | Or | Argent | Bronze | Total |
| ----- | ---------------- | -- | ------ | ------ | ----- |
| 1     | Nouvelle-Zélande | 4  | 5      | 4      | 13    |
| 2     | Australie        | 4  | 3      | 4      | 11    |
| Total | Total            | 8  | 8      | 6      | 24    |